# Frea humeraloides
Frea humeraloides là một loài bọ cánh cứng trong họ Cerambycidae.